# Muhammad Ulaysh
 (janvier 2011).
Si vous disposez d'ouvrages ou d'articles de référence ou si vous connaissez des sites web de qualité traitant du thème abordé ici, merci de compléter l'article en donnant les références utiles à sa vérifiabilité et en les liant à la section « Notes et références ».
Muhammad Ulaysh est un grand mufti d'Égypte appartenant au malékisme. Il fut emprisonné avec son fils à la suite de la révolte d'Arabi Pacha, dont on le tient en partie pour responsable. Il mourut en prison en 1882.